# 城井氏
城井氏（きいし、きいうじ）は、日本の氏族の一つ。豊前宇都宮氏とも言い、中世には豊前国城井郷の大身領主であった。

## 概要
下野国の名族である宇都宮氏の分流。
鎌倉時代に藤原宗円の次子の中原宗房が豊前国仲津郡城井郷（現在の福岡県京都郡みやこ町）に地頭職として赴任したことが城井氏の始まりと言われている。鎌倉時代に豊前守護職に任じられた宇都宮信房の頃に城井谷城を築城し最盛期を迎え、一時期は築城郡（福岡県築上郡築上町）の本城城を拠点として、宇佐、筑城、下毛、仲津、田川など各郡に庶流を配し、その子の宇都宮景房は九州平定の功により、景房の子の宇都宮信景は源頼朝から、幕府評定衆、九州四奉行に任じられ、九州の武士を統括したこともあった。
南北朝時代の7代宇都宮冬綱（城井冬綱）の頃を境に急速に衰退し、戦国時代に入ると周防の大内氏の幕下に属して、その命脈をわずかに保つような存在にまで凋落した。それでも鎌倉時代より続く、武門の意地を誇っており、城井正房は当時の将軍足利義稙に秘伝の「艾蓬の射法」を披露している。弘治3年（1557年）に大内義長が自害し、大内氏が滅亡した後は、豊後の大友氏の幕下となっている。また、本家である下野宇都宮氏とのつながりも深く、南北朝時代の当主である冬綱は宇都宮貞綱の実子であり、また、戦国期の当主である城井長房は宗家である下野宇都宮氏の家督争いに介入してその存続に尽力した。
安土桃山時代、島津氏が台頭すると、城井鎮房は大友氏から離れ島津氏に寝返ったが、天正15年（1587年）、九州征伐により、島津氏が豊臣秀吉に降伏し、鎮房も秀吉に従うことになる。城井氏は伊予国への転封を命じられたが、鎮房はこれを拒絶し、豊前国の本領安堵に固執したため、秀吉の参謀で豊前国中津に新たに大名として入封してきた黒田孝高（如水）・黒田長政父子と対立する。天嶮の要害・城井谷城に籠もって頑強に抵抗し、攻め込んできた長政が率いる黒田軍に対して地の利を生かしたゲリラ作戦で攻撃、黒田軍は数百人が討ち死にし、長政もあわや落命しかける惨敗を喫する（岩丸山の戦い）。そこで孝高は付け城を築いて兵站を断つ兵糧攻めを行った。これが功を奏し、鎮房の13歳になる娘・鶴姫を人質とすることを条件に和睦が成立する。しかし長政は、将来の禍根を絶ち、岩丸山の復仇を果たすべく、城井一族の殲滅を決心する。天正16年（1588年）、長政は鎮房を中津城に招いて騙し討ちを仕掛け、酒宴の席で鎮房は謀殺された。肥後国人一揆に参陣した嫡男・城井朝房も同時期に孝高に暗殺され、さらに居城を攻められ、鎮房の父・長房および家臣団も掃討された。鶴姫は、長政によって山国川の千本松河原で、磔の仕置きを下され、13人の侍女と共に殺害された。刑場に晒された鶴姫と侍女達の遺体は村人によって埋葬されたという。こうして大名としての城井氏は終焉したが、城井鎮房と鶴姫には怨霊伝説が残されることになる。また、関ヶ原の戦いでは、城井旧臣が西軍の大友義統に味方して再起を図ったが、またも孝高に敗れた（石垣原の戦い）。
城井氏の嫡流の末裔としては、朝房の身重の妻が英彦山に落ち延び、その遺子朝末が宇都宮姓に復してお家再興を運動したがかなわなかった。朝末の子の春房も、旧臣の援助を受け江戸幕府幕臣への取り立てを運動した。1690年（元禄3年）、春房の子の信隆（高房）が越前松平家に召抱えられ、子孫は藩士として存続したといわれる。ただ、旧臣の仕官はかなわなかった。さらに、鎮房の弟の弥次郎が島津家臣となり、薩摩国で子孫を残している。
また、2025年（令和7年）現在でも豊前国京都（みやこ）地方には豊前宇都宮氏の末裔を称する人々が存在する。

## 豊前宇都宮氏・城井氏の一族

### 概要
一族は豊前国内に門葉を広め、およそ次のような氏がある。
- 2代宇都宮信房の兄弟からは、中原氏（中原宗隆）、野仲氏（野仲重房）、山田氏、高野氏（山田政房）、深水氏（深水興房）、西郷氏（西郷業政）、廣澤氏（廣澤直房）、那須氏（那須有家）、江良氏（江良業俊）、江里口氏
- 3代宇都宮景房の兄弟からは、笠間氏（笠間有房）、如法寺氏（如法寺信政）、仲八屋氏（仲八屋家信）、麻生氏、白川氏（麻生国弘）、加来氏（加来正房）、鹿島氏（鹿島康房）、山田氏（山田景長）
- 4代宇都宮道房の兄弟からは、深江氏（深江盛吉）、増淵氏、横川氏（横川為平）、友枝氏、荒巻氏（友枝信範）、荒尾氏（荒尾範景）、赤熊氏（赤熊範資）
- 5代宇都宮頼房の兄弟からは、七井氏（七井盛房）、上条氏（上条道氏）
- 7代宇都宮冬綱（城井冬綱）の兄弟からは、佐田氏（佐田公景）

### 人物
- 城井則房（筑後宇都宮氏の蒲池久憲の子）
- 野仲鎮兼（城井鎮房の乱に参加し討死）
- 佐田隆居（城井宇都宮氏庶流）
- 佐田鎮綱（隆居の子、豊薩合戦で唯一大友方であった豊前の有力国人）

## 城井氏を扱った作品
- 松山譲『黒田藩戦国史 豊前・宇都宮氏』ライオンズマガジン社、1986年
- 小川武志『豊前宇都宮興亡史』海鳥社、1988年
- 高橋直樹『戦国繚乱』（「城井一族の殉節」）文春文庫、2004年